# 三会寺
三会寺，位于中国福建省仙游县大济镇三会村，为一个省级文物保护单位，类型为古建筑及历史纪念建筑物，为第二批福建省文物保护单位，公布时间为1985年10月11日。
三会寺的历史年代为明。